# Častni znak nemškega zaščitnega zidu
Častni znak nemškega zaščitnega zidu (nemško Deutsches Schutzwall-Ehrenzeichen) je bila nemška medalja podeljena za zasluge pri gradnji obrambnih položajev na zahodni fronti med drugo svetovno vojno.

## Zgodovina odlikovanja
Odlikovanje je bilo ustanovljeno 2. avgusta 1939. Bilo je namenjeno vsem civilnim osebam, ki so gradile in projektirale obrambne položaje na nemški zahodni meji ter vojaškim osebam, ki so bile tam stacionirane pred majem 1940. 31. januarja 1941 se je nehala podeljevati, ponovno pa so jo začeli podeljevati 10. oktobra 1944, ko se je ponovno začelo utrjevanje fortifikacij na zahodni meji. Skupaj je bilo med vojno podeljenih 622.064 medalj.

## Opis
Medalja je bila kovana iz brunirane medenine. Bila je ovalne oblike in jo je na zunanjem robu (na prvi strani) obdajal venec iz hrastovega listja. Poleg tega je bil na zgornjem delu prve strani orel, ki je v krempljih držal z vencem obdano svastiko. Pod orlom sta bila prekrižana meč in lopata, pod njima pa je bil »narisan« bunker. Na zadnji strani je bil napis »Für Arbeit zum Schutze Deutschlands« (Za delo pri obrambi Nemčije). Odlikovanje meri v višino 40 mm, v širino pa 33 mm. 
Medalja je visela na trakcu zlate barve z dvema belima črtama na robovih. Obstajala je tudi priponka za na trak z letnico 1944 za tiste nosilce, ki so prejeli že medaljo leta 1939, 1940 ali 1941.

## Materiali uporabljeni pri izdelavi
Zgodnje medalje so bile izdelane iz brunirane medenine, kasnejše pa iz bronasto prebarvanega cinka.

## Kriteriji za pridobitev medalje
Medalja se je podeljevala delavcem in vojakom, ki so opravljali službo na Siegfriedovi liniji. Za podelitev ni bilo strožjih kriterijev, o čemer priča veliko število podeljenih medalj.

## Podeljevanje in nošenje medalje
Medalje se je podeljevala skupaj s pripadajočim dokumentom v papirnati vrečki, na kateri je bilo napisano ime medalje.
Medalja se je nosila na paradnih uniformah na levi strani, navadno skrajno levo ali na civilni obleki na istem mestu.